# 대구파호초등학교
대구파호초등학교는 대한민국 대구광역시 달서구에 있는 공립 초등학교이다.

## 학교 연혁
- 2000-02-29 대구파호초등학교 설립인가
- 2000-03-01 대구파호초등학교 개교 30학급(병설유치원 2학급 별도), 초대 서효섭 교장 부임
- 2001-03-01 39학급 편성
- 2002-03-01 6학급 증설(1,2,4,6학년 각1학급, 3학년 2학급 계 45학급)
- 2003-03-01 10학급 증설(1,6학년 각1학급, 2,3 4,5학년 각2학급 계 55학급)
- 2004-03-01 3학급 증설(2학년 1학급 감소, 1,4,5,6학년 각 1학급 증설 계 58학급)
- 2007-09-01 대구호산초등학교 분리(1,2,3,4,5학년 각5학급, 6학년 9학급 계 34학급)
- 2008-03-01 3학급 감축(1,2,3,4,5학년 각5학급, 6학년 6학급 계 31학급)
- 2009-03-01 3학급 감축(1,2학년 각 4학급, 3,4,5,6학년 각5학급 계 28학급)
- 2010-02-11 제10회 졸업(147명 졸업, 총 졸업생수 2474명)
- 2011-02-16 제11회 졸업(145명 졸업, 총 졸업생수 2619명)
- 2011-03-01 26(1)학급 편성(일반학급 25학급, 특수학급 1학급편성, 계 26학급)
- 2011-09-01 제6대 김영기 교장 부임
- 2012-02-16 제12회 졸업(128명 졸업, 총 졸업생수 2747명)
- 2012-03-01 26(2)학급 편성(일반학급 24학급, 특수학급 2학급, 계 26학급)
- 2012-03-01 교과부 요청 스마트 교육 연구학교(2년간)
- 2012-04-01 토요 맞춤형 영어 교실 운영
- 2013-02-15 제13회 졸업(105명 졸업, 총 졸업생수 2852명)
- 2013-03-01 25(2)학급 편성(일반학급 23학급, 특수학급 2학급 편성, 계 25학급)
- 2014-02-14 제14회 졸업(89명 졸업, 총 졸업생수 2941명)
- 2015-02-13 제15회 졸업(76명 졸업, 총 졸업생수 3017명)
- 2015-03-01 24(1)학급 편성(일반학급 23학급, 특수학급 1학급 편성, 계 24학급)
- 2015-09-01 제7대 김인숙 교장 부임

## 학교 상징
- 교화 - 장미 : 꽃의 진한 향기와 아름다움은 파호 어린이 가슴 속의 사랑을 상징하며 줄기의 가시는 남을 해치지 않으면서도 스스로를 지켜나가는 파호어린이를 상징
- 교목 - 소나무 : 자연의 역경 속에서도 늘 푸른 모습을 간직하는 소나무의 기상처럼 굳세고 강인한 파호 어린이를 상징